# Nieciągłość Golicyna
Nieciągłość Golicyna – nieciągłość występująca we wnętrzu Ziemi (w obrębie płaszcza Ziemi) stanowiąca strefę graniczną pomiędzy astenosferą a mezosferą, przebiegająca na głębokości ok. 350-400 km.
Nieciągłość Golicyna wyznaczona jest przez skokowy wzrost prędkości fal sejsmicznych oraz gęstości skał.